# Last KM
"Last KM" es un videojuego de simulación ciclista para máquinas arcade que la empresa Zeus Software desarrolló para Gaelco en 1995.

## Desarrollo
Ricardo Puerto y Raúl Lopez contactaron con GAELCO tras el cierre de Dinamic Multimedia, y Acordaron desarrollar un videojuego de ciclismo inspirado en Perico Delgado, Maillot Amarillo y Tour 91 de Topo Soft sobre una placa JAMMA.

## Historia
El videojuego se distribuyó en una cabina que simulaba dos bicicletas, que se comunicaban para que dos jugadores pudieran competir pedaleando. Se llegó a instalar en el Salón New Park de Las Ramblas de Barcelona. 22 años después, en el siglo XXI se pudo recuperar la ROM de la máquina para correrla en otros equipos.